# Javier Irureta
Javier Irureta, nome completo Javier Iruretagoyena Amiano (Irún, 1º aprile 1948), è un allenatore di calcio ed ex calciatore spagnolo.
È di origine basca, essendo nativo di Gipuzkoa.
È l'unico coach ad aver allenato sia le due principali squadre basche (l'Athletic Bilbao e la Real Sociedad), che i due più importanti team della Galizia (il Celta de Vigo e il Deportivo La Coruña).

## Carriera

### Giocatore

#### Club
Come giocatore Irureta fa il suo esordio nella squadra locale Real Unión nel 1965. Nel 1967 aiuta la sua squadra a raggiungere i play-off della Seconda Divisione prima di aggregarsi, nel medesimo anno, all'Atlético Madrid. Durante il periodo all'Atlético vince per due volte La Liga e una volta la Coppa del Re. Sempre con l'Atlètico raggiunge la finale della Coppa dei Campioni nel 1974. Dopo il rifiuto dei campioni d'Europa del Bayern Monaco, di partecipare alla Coppa Intercontinentale l'Atlético, partecipa in sostituzione di questi. Contro gli avversari argentini dell'Independiente, dopo aver perso l'incontro d'andata fuori casa per 1-0, l'Atletico vince la partita di ritorno per 2-0 con Irureta realizzatore di una delle due reti.
Dopo otto stagioni all'Atlético Madrid, Irureta ritorna nei Paesi Baschi firmando per l'Athletic Bilbao. I maggiori risultati raggiunti con l'Athletic furono due secondi posti nel 1977 - in Coppa del Re e in Coppa UEFA. Tra i suoi compagni di squadra, il veterano José Ángel Iribar ed un emergente José Ramón Alexanko. Irureta ritornò all'Athletic come allenatore nella stagione 1994-1995.

#### Nazionale
Irureta ha giocato per 6 volte con la nazionale spagnola tra il 1972 ed il 1975. Tuttavia questo periodo non fu un'era brillante per la Spagna pertanto non giocò mai nei maggiori tornei internazionali. Verso la fine della sua carriera da calciatore Irureta ha giocato un incontro per gli Euskadi XI.

### Allenatore
Come allenatore Irureta ha gestito diversi Club della Liga spagnola. Nel 1991 ha condotto il Real Oviedo al 6º posto nella Liga e alla qualificazione in Coppa UEFA. Ha ripetuto l'impresa con il Celta de Vigo nel 1998. In questa stagione venne premiato come "miglior allenatore dell'anno" sia dalla rivista Don Balón che dal quotidiano El País.
I suoi più grandi successi arrivano alla guida del Deportivo La Coruña tra il 1999 ed il 2005. Nel 2000 guida il Deportivo alla vittoria del suo primo titolo nella Liga, ricevendo nuovamente il premio assegnato da Don Balón. Ottiene successivamente due secondi posti nel 2001 e nel 2002 e due terzi posti nel 2003 e nel 2004. Sotto la sua guida il Deportivo arriva per due volte ai quarti di finale della UEFA Champions League nel 2001 e nel 2002, ed una volta raggiunge la semifinale, nel 2004. Nel 2002 vince la Coppa del Re, sconfiggendo in finale il Real Madrid al Bernabéu.
Dopo essere passato nel 2006 ad allenare il Betis Siviglia Irureta ha lasciato l'incarico dopo poco più di sette mesi, il 22 dicembre 2006. Irureta, che aveva un contratto di un anno, ha condotto il Betis a 3 vittorie nelle prime 15 partite di campionato.
Il 22 gennaio 2008 torna ad allenare sedendosi sulla panchina del Real Saragozza: la sua esperienza con gli aragonesi durà poco tempo, dato che il 3 marzo dello stesso anno, dopo una serie di risultati non positivi, si dimette.
Il 9 luglio 2009 ritorna all'Athletic Club accettando l'incarico di direttore sportivo del centro tecnico di Lezama, sede del settore giovanile del team basco.

## Statistiche

### Statistiche da allenatore

#### Club
Statistiche aggiornate al 17 aprile 2025.
| Stagione                   | Squadra                    | Campionato                 | Campionato | Campionato | Campionato | Campionato | Coppe nazionali | Coppe nazionali | Coppe nazionali | Coppe nazionali | Coppe nazionali | Coppe continentali | Coppe continentali | Coppe continentali | Coppe continentali | Coppe continentali | Altre coppe | Altre coppe | Altre coppe | Altre coppe | Altre coppe | Totale | Totale | Totale | Totale | % Vittorie | Piazzamento |
| Stagione                   | Squadra                    | Comp                       | G          | V          | N          | P          | Comp            | G               | V               | N               | P               | Comp               | G                  | V                  | N                  | P                  | Comp        | G           | V           | N           | P           | G      | V      | N      | P      | %          | Piazzamento |
| -------------------------- | -------------------------- | -------------------------- | ---------- | ---------- | ---------- | ---------- | --------------- | --------------- | --------------- | --------------- | --------------- | ------------------ | ------------------ | ------------------ | ------------------ | ------------------ | ----------- | ----------- | ----------- | ----------- | ----------- | ------ | ------ | ------ | ------ | ---------- | ----------- |
| 1984-1985                  | Sestao Sport               | SDB                        | 38         | 23         | 9          | 6          | CR+CdLB         | 8+6             | 4+4             | 1+1             | 3+1             | -                  | -                  | -                  | -                  | -                  | -           | -           | -           | -           | -           | 52     | 31     | 11     | 10     | 59,62      | 1°          |
| 1985-1986                  | Sestao Sport               | SD                         | 38         | 16         | 7          | 15         | CR+CdL          | 2+6             | 1+3             | 0+1             | 1+2             | -                  | -                  | -                  | -                  | -                  | -           | -           | -           | -           | -           | 46     | 20     | 8      | 18     | 43,48      | 10°         |
| 1986-1987                  | Sestao Sport               | SD                         | 44         | 19         | 14         | 11         | CR              | 2               | 1               | 0               | 1               | -                  | -                  | -                  | -                  | -                  | -           | -           | -           | -           | -           | 46     | 20     | 14     | 12     | 43,48      | 2°          |
| 1987-1988                  | Sestao Sport               | SD                         | 38         | 15         | 7          | 16         | CR              | 4               | 1               | 1               | 2               | -                  | -                  | -                  | -                  | -                  | -           | -           | -           | -           | -           | 42     | 16     | 8      | 18     | 38,10      | 10°         |
| Totale Sestao Sport        | Totale Sestao Sport        | Totale Sestao Sport        | 158        | 73         | 37         | 48         |                 | 28              | 14              | 4               | 10              |                    |                    |                    |                    |                    |             |             |             |             |             | 186    | 87     | 41     | 58     | 46,77      |             |
| 1988-gen. 1989             | CD Logroñés                | PD                         | 20         | 5          | 9          | 6          | CR              | -               | -               | -               | -               | -                  | -                  | -                  | -                  | -                  | -           | -           | -           | -           | -           | 20     | 5      | 9      | 6      | 25,00      | Eson.       |
| 1989-1990                  | Real Oviedo                | PD                         | 38         | 12         | 15         | 11         | CR              | 6               | 2               | 1               | 3               | -                  | -                  | -                  | -                  | -                  | -           | -           | -           | -           | -           | 44     | 14     | 16     | 14     | 31,82      | 11°         |
| 1990-1991                  | Real Oviedo                | PD                         | 38         | 13         | 16         | 9          | CR              | 6               | 3               | 2               | 1               | -                  | -                  | -                  | -                  | -                  | -           | -           | -           | -           | -           | 44     | 16     | 18     | 10     | 36,36      | 6°          |
| 1991-1992                  | Real Oviedo                | PD                         | 38         | 14         | 8          | 16         | CR              | 2               | 1               | 0               | 1               | CU                 | 2                  | 1                  | 0                  | 1                  | -           | -           | -           | -           | -           | 42     | 16     | 8      | 18     | 38,10      | 11°         |
| 1992-feb. 1993             | Real Oviedo                | PD                         | 19         | 4          | 7          | 8          | CR              | 7               | 5               | 0               | 2               | -                  | -                  | -                  | -                  | -                  | -           | -           | -           | -           | -           | 26     | 9      | 7      | 10     | 34,62      | Eson.       |
| Totale Real Oviedo         | Totale Real Oviedo         | Totale Real Oviedo         | 133        | 43         | 46         | 44         |                 | 21              | 11              | 3               | 7               |                    | 2                  | 1                  | 0                  | 1                  |             |             |             |             |             | 156    | 55     | 49     | 52     | 35,26      |             |
| 1993-1994                  | Racing Santander           | PD                         | 38         | 15         | 8          | 15         | CR              | 4               | 2               | 1               | 1               | -                  | -                  | -                  | -                  | -                  | -           | -           | -           | -           | -           | 42     | 17     | 9      | 16     | 40,48      | 8°          |
| 1994-mar. 1995             | Athletic Bilbao            | PD                         | 26         | 9          | 9          | 8          | CR              | 3               | 1               | 0               | 2               | CU                 | 6                  | 3                  | 0                  | 3                  | -           | -           | -           | -           | -           | 35     | 13     | 9      | 13     | 37,14      | Eson.       |
| nov. 1995-1996             | Real Sociedad              | PD                         | 28         | 13         | 9          | 6          | CR              | -               | -               | -               | -               | -                  | -                  | -                  | -                  | -                  | -           | -           | -           | -           | -           | 28     | 13     | 9      | 6      | 46,43      | Sub. 7°     |
| 1996-1997                  | Real Sociedad              | PD                         | 42         | 18         | 9          | 15         | CR              | 2               | 0               | 1               | 1               | -                  | -                  | -                  | -                  | -                  | -           | -           | -           | -           | -           | 44     | 18     | 10     | 16     | 40,91      | 8°          |
| Totale Real Sociedad       | Totale Real Sociedad       | Totale Real Sociedad       | 70         | 31         | 18         | 21         |                 | 2               | 0               | 1               | 1               |                    |                    |                    |                    |                    |             |             |             |             |             | 72     | 31     | 19     | 22     | 43,06      |             |
| 1997-1998                  | Celta Vigo                 | PD                         | 38         | 17         | 9          | 12         | CR              | 6               | 5               | 0               | 1               | -                  | -                  | -                  | -                  | -                  | -           | -           | -           | -           | -           | 44     | 22     | 9      | 13     | 50,00      | 6°          |
| 1998-1999                  | Deportivo La Coruña        | PD                         | 38         | 17         | 12         | 9          | CR              | 10              | 5               | 4               | 1               | -                  | -                  | -                  | -                  | -                  | -           | -           | -           | -           | -           | 48     | 22     | 16     | 10     | 45,83      | 6°          |
| 1999-2000                  | Deportivo La Coruña        | PD                         | 38         | 21         | 6          | 11         | CR              | 4               | 1               | 0               | 3               | CU                 | 8                  | 5                  | 1                  | 2                  | -           | -           | -           | -           | -           | 50     | 27     | 7      | 16     | 54,00      | 1°          |
| 2000-2001                  | Deportivo La Coruña        | PD                         | 38         | 22         | 7          | 9          | CR              | 2               | 1               | 0               | 1               | UCL                | 14                 | 6                  | 5                  | 3                  | SS          | 2           | 1           | 1           | 0           | 56     | 30     | 13     | 13     | 53,57      | 2°          |
| 2001-2002                  | Deportivo La Coruña        | PD                         | 38         | 20         | 8          | 10         | CR              | 9               | 7               | 1               | 1               | UCL                | 14                 | 5                  | 5                  | 4                  | -           | -           | -           | -           | -           | 61     | 32     | 14     | 15     | 52,46      | 2°          |
| 2002-2003                  | Deportivo La Coruña        | PD                         | 38         | 22         | 6          | 10         | CR              | 8               | 5               | 2               | 1               | UCL                | 12                 | 6                  | 1                  | 5                  | SS          | 2           | 2           | 0           | 0           | 60     | 35     | 9      | 16     | 58,33      | 3°          |
| 2003-2004                  | Deportivo La Coruña        | PD                         | 38         | 21         | 8          | 9          | CR              | 4               | 2               | 2               | 0               | UCL                | 14                 | 7                  | 3                  | 4                  | -           | -           | -           | -           | -           | 56     | 30     | 13     | 13     | 53,57      | 3°          |
| 2004-2005                  | Deportivo La Coruña        | PD                         | 38         | 12         | 15         | 11         | CR              | 2               | 1               | 0               | 1               | UCL                | 8                  | 1                  | 3                  | 4                  | -           | -           | -           | -           | -           | 48     | 14     | 18     | 16     | 29,17      | 8°          |
| Totale Deportivo La Coruña | Totale Deportivo La Coruña | Totale Deportivo La Coruña | 266        | 135        | 62         | 69         |                 | 39              | 22              | 9               | 8               |                    | 70                 | 30                 | 18                 | 22                 |             | 4           | 3           | 1           | 0           | 379    | 190    | 90     | 99     | 50,13      |             |
| ago.-dic. 2006             | Betis                      | PD                         | 15         | 3          | 4          | 8          | CR              | 2               | 1               | 1               | 0               | -                  | -                  | -                  | -                  | -                  | -           | -           | -           | -           | -           | 17     | 4      | 5      | 8      | 23,53      | Eson.       |
| gen.-mar. 2008             | Real Saragozza             | PD                         | 6          | 1          | 1          | 4          | CR              | -               | -               | -               | -               | -                  | -                  | -                  | -                  | -                  | -           | -           | -           | -           | -           | 6      | 1      | 1      | 4      | 16,67      | Sub. eson.  |
| Totale carriera            | Totale carriera            | Totale carriera            | 770        | 332        | 203        | 235        |                 | 105             | 56              | 19              | 30              |                    | 78                 | 34                 | 18                 | 26                 |             | 4           | 3           | 1           | 0           | 957    | 425    | 241    | 291    | 44,41      |             |

## Palmarès

### Giocatore

#### Competizioni nazionali
- Campionato spagnolo: 2

Atlético Madrid: 1969-1970, 1972-1973
- Coppa di Spagna: 1

Atlético Madrid: 1971-1972

#### Competizioni internazionali
- Coppa Intercontinentale: 1

Atlético Madrid: 1974

### Allenatore
- Campionato spagnolo: 1

Deportivo La Coruña: 1999-2000
- Coppa di Spagna: 1

Deportivo La Coruña: 2001-2002
- Supercoppa di Spagna: 2

Deportivo La Coruña: 2000, 2002